# Husensjö
Husensjö är en stadsdel i östra Helsingborg. Stadsdelen har fått sitt namn av den numera försvunna Husensjön som tidigare legat vid stadsdelens norra del. Den 31 december 2020 hade statistikområdet Husensjö 1 661 invånare.

## Stadsbild
Stadsdelen, baserat på Helsingborgs stads statistikområdesindelning, avgränsas av Jönköpingsgatan i väster, Husensjövägen samt Haparanda-, Piteå-, och Luleågatorna i norr, Sockengatan i öster och Sofiebergsvägen i söder. Bebyggelsen domineras till största delen av villabebyggelse från 1900-talets första hälft, även om det finns inslag av hus från århundradets andra hälft. Dock finns det i väster en del flerbostadshus, till största delen i form av fristående låghus i tre våningar, i anknytning till Jönköpingsgatan. Bebyggelsen runt gatan bildar en slags centrumbebyggelse för stadsdelarna Husensjö, Wilson Park och Fältabacken. Växjögatan löper i väst-östlig riktning som en större väg genom stadsdelen. I anknytning till denna finns även de mindre grönområden som finns i området. Den större av dessa, Storängen, ligger i korsningen med Jönköpingsgatan, medan de två andra, Vipängen och Lärkängen, ligger som ett stråk längs gatans norra sida i dess östra ände.

## Historik
Husensjön, som gett området sitt namn, bildades under den senare istiden. Möjligen har ett kvarliggande isblock hindrat sedimentation på platsen och därigenom bildat en sänka i landskapet. Denna sänka skall senare ha fyllts av smältvatten och därigenom bildat en sjö. Sjön har senare avvattnats genom Hälsobäcken i norr och Gåsebäcken i söder och allt mer fått karaktären av ett kärr, omgivet av våtmarker. På en karta från 1710 kallas sjön Husens Siö och på 1810 års rekognoseringskarta kallas området Husensjö måse. Senare på 1800-talet dikades delar av mossen ut och utnyttjades sedan som åkermark.
Under 1600-talet användes en av bäckarna som rann från Husensjö till att förse vallgravarna kring stadens befästningar med vatten. Den första dokumenterade bebyggelsen i området är från 1600- och 1700-tal då ett antal torp belägna vid mossen benämns Sjöhusen. Möjligen är det dessa hus som gett sjön dess namn, men den kan även ha döpts efter de närliggande Dragarehusen eller Lafogdahuset. På 1800-talet var området beläget strax utanför Helsingborgs stadsgräns och tillhörde istället Filborna och Köpinge byar. Stadens expansion fick dock som följd att dessa marker blev åtråvärda för exploatörer, som i slutet av 1800-talet började köpa upp marker, mest i anknytning till Husensjövägen, och stycka upp dessa till tomter. En del bebyggdes med arbetarhus, medan andra utnyttjades som mindre jordbruk och trädgårdsodlingar. Sydost om detta område skapades efter första världskriget ett stort egnahemsområde, som blev ett av dåtida Helsingborgs största villaområden. På grund av expansionen i området utvidgades och moderniserades den år 1910 uppförda Husensjöskolan kraftigt 1935.

## Befolkningsutveckling
| Befolkningsutvecklingen i Husensjö 2000–2020 | Befolkningsutvecklingen i Husensjö 2000–2020 | Befolkningsutvecklingen i Husensjö 2000–2020 | Befolkningsutvecklingen i Husensjö 2000–2020 | Befolkningsutvecklingen i Husensjö 2000–2020 |
| -------------------------------------------- | -------------------------------------------- | -------------------------------------------- | -------------------------------------------- | -------------------------------------------- |
|                                              |                                              |                                              |                                              |                                              |
| År                                           |                                              |                                              | Folkmängd                                    |                                              |
| 2000                                         | 2000                                         |                                              | 1 558                                        |                                              |
| 2001                                         | 2001                                         |                                              | 1 559                                        |                                              |
| 2002                                         | 2002                                         |                                              | 1 547                                        |                                              |
| 2003                                         | 2003                                         |                                              | 1 573                                        |                                              |
| 2004                                         | 2004                                         |                                              | 1 583                                        |                                              |
| 2005                                         | 2005                                         |                                              | 1 564                                        |                                              |
| 2006                                         | 2006                                         |                                              | 1 603                                        |                                              |
| 2007                                         | 2007                                         |                                              | 1 592                                        |                                              |
| 2008                                         | 2008                                         |                                              | 1 618                                        |                                              |
| 2009                                         | 2009                                         |                                              | 1 604                                        |                                              |
| 2010                                         | 2010                                         |                                              | 1 630                                        |                                              |
| 2011                                         | 2011                                         |                                              | 1 626                                        |                                              |
| 2012                                         | 2012                                         |                                              | 1 620                                        |                                              |
| 2013                                         | 2013                                         |                                              | 1 623                                        |                                              |
| 2014                                         | 2014                                         |                                              | 1 588                                        |                                              |
| 2015                                         | 2015                                         |                                              | 1 655                                        |                                              |
| 2016                                         | 2016                                         |                                              | 1 670                                        |                                              |
| 2017                                         | 2017                                         |                                              | 1 656                                        |                                              |
| 2018                                         | 2018                                         |                                              | 1 650                                        |                                              |
| 2019                                         | 2019                                         |                                              | 1 642                                        |                                              |
| 2020                                         | 2020                                         |                                              | 1 661                                        |                                              |

## Demografi

### Befolkningssammansättning
Statistikområdet Husensjö hade 1 661 invånare den 31 december 2020, vilket utgjorde 1,5 % av befolkningen i hela Helsingborgs tätort (här alla statistikområden i Helsingborgs kommuns innerområde, motsvarande Helsingborgs tätort inklusive vissa närliggande småorter). Medelåldern var vid samma tid 40,1 år, vilket var endast något lägre än medelåldern för resterande Helsingborg. Stadsdelen har en större andel barn mellan 0 och 9 år, samt personer i åldern 50 till 69 år är övriga Helsingborg. Den största åldersgruppen inom statistikområdet var 50 till 59 år med 15,7 % av befolkningen. Personer i åldern 20 till 39 år samt 70 och uppåt var följaktligen något underrepresenterade.
Andelen personer med utländsk bakgrund, alltså personer som antingen är födda utanför Sverige eller har föräldrar som båda är födda utanför Sverige, var inom statistikområdet 16.6 %, vilket var avsevärt lägre än andelen för övriga Helsingborg med 30,3 %. Av de invånare som är födda utanför Sverige hade Husensjö en något högre andel personer födda i Norden och övriga Europa än genomsnittet för staden och en lägre andel födda i övriga Världen.
| Åldersfördelning (2020) |        |  |  |  |
| Åldersgrupp             | Andel  |  |  |  |
| 0–9                     | 11,9 % |  |  |  |
| 0–9                     | 11,5 % |  |  |  |
| 10–19                   | 13,5 % |  |  |  |
| 10–19                   | 10,7 % |  |  |  |
| 20–29                   | 12,3 % |  |  |  |
| 20–29                   | 14,7 % |  |  |  |
| 30–39                   | 11,6 % |  |  |  |
| 30–39                   | 14,1 % |  |  |  |
| 40–49                   | 12,6 % |  |  |  |
| 40–49                   | 12,1 % |  |  |  |
| 50–59                   | 15,2 % |  |  |  |
| 50–59                   | 12,5 % |  |  |  |
| 60–69                   | 12,5 % |  |  |  |
| 60–69                   | 10,3 % |  |  |  |
| 70–79                   | 6,4 %  |  |  |  |
| 70–79                   | 8,8 %  |  |  |  |
| 80–                     | 3,9 %  |  |  |  |
| 80–                     | 5,1 %  |  |  |  |
|                         |        |  |  |  |
|                         |        |  |  |  |
| Medelålder              | 40,1   |  |  |  |
| Medelålder              | 40,7   |  |  |  |

| Utländsk bakgrund (2020)                |        |  |  |  |
|                                         |        |  |  |  |
| Andel                                   | 16,6 % |  |  |  |
| Andel                                   | 30,3 % |  |  |  |
| Födelseland (för födda utanför Sverige) |        |  |  |  |
| Region                                  | Andel  |  |  |  |
| Övriga Norden                           | 12,0 % |  |  |  |
| Övriga Norden                           | 7,3 %  |  |  |  |
| Övriga Europa                           | 45,1 % |  |  |  |
| Övriga Europa                           | 37,8 % |  |  |  |
| Övriga Världen                          | 42,9 % |  |  |  |
| Övriga Världen                          | 54,8 % |  |  |  |

### Utbildning och inkomst
Befolkningen på Husensjö hade den 31 december 2020 en något högre utbildningsnivå än Helsingborg som helhet. Andelen invånare mellan 20 och 64 år med endast förgymnasial utbildning låg betydligt under genomsnittet för staden och andelen med eftergymnasial utbildning var högre än genomsnittet. Störst var andelen med eftergymnasial utbildning på 3 år eller högre, med 31,2 %. Medelinkomsten för statistikområdet uppgick 2020 till 432 700 kronor jämfört med 402 800 kronor för Helsingborg som helhet. Kvinnornas medelinkomst uppgick till 79,0 % av männens, vilket var en något högre löneskillnad mellan könen än för hela Helsingborgs tätort där andelen uppgick till ungefär 80 %.
| Utbildningsnivå (2020) |        |  |  |  |
| Utbildning             | Andel  |  |  |  |
| Förgymnasial           | 6,6 %  |  |  |  |
| Förgymnasial           | 13,2 % |  |  |  |
| Gymnasial (≤2 år)      | 14,9 % |  |  |  |
| Gymnasial (≤2 år)      | 16,8 % |  |  |  |
| Gymnasial (3 år)       | 27,2 % |  |  |  |
| Gymnasial (3 år)       | 25,8 % |  |  |  |
| Eftergymn. (<3 år)     | 18,8 % |  |  |  |
| Eftergymn. (<3 år)     | 16,8 % |  |  |  |
| Eftergymn. (≥3 år)     | 31,2 % |  |  |  |
| Eftergymn. (≥3 år)     | 24,4 % |  |  |  |
| Ingen uppgift          | 1,2 %  |  |  |  |
| Ingen uppgift          | 3,0 %  |  |  |  |

| Förvärvsinkomst (2020) |         |  |  |  |
| Kön                    | Inkomst |  |  |  |
| Kvinnor                | 379,6   |  |  |  |
| Kvinnor                | 356,9   |  |  |  |
| Män                    | 480,8   |  |  |  |
| Män                    | 446,6   |  |  |  |
| Samtliga               | 432,7   |  |  |  |
| Samtliga               | 402,8   |  |  |  |

### Sysselsättning och hälsa
Arbetslösheten för personer mellan 20 och 64 år uppgick år 2011 till totalt 4,7 %, vilket var lägre än genomsnittet för Helsingborg. Husensjö hade även den näst lägsta arbetslöshetssiffran bland män i staden med 4,1 %, medan arbetslösheten för kvinnor var något högre på 5,2 %. Den öppna arbetslösheten uppgick 2020 till 3,2 %. Andelen förvärvsarbetande uppgick 2019 till totalt 83,2 %. Av de förvärvsarbetande i stadsdelen pendlade 766 personer till arbeten utanför stadsdelen, medan 113 personer pendlade in till arbeten inom stadsdelen från boende utanför Husensjö.
Det genomsnittliga antalet utbetalda dagar med sjukpenning, arbetsskadesjukpenning, rehabiliteringspenning, sjukersättning och aktivitetsersättning från socialförsäkringen för stadsdelen uppgick år 2020 till 21 dagar, vilket var något lägre än de 23 dagar som gällde för Helsingborg som helhet. Ohälsotalet var större för kvinnorna än för männen, men för båda könen låg det något under genomsnittet för staden som helhet.
| Arbetslöshet (2020) |        |  |  |  |
| Kön                 | Andel  |  |  |  |
| Kvinnor             | 5,2 %  |  |  |  |
| Kvinnor             | 9,8 %  |  |  |  |
| Män                 | 4,1 %  |  |  |  |
| Män                 | 10,2 % |  |  |  |
| Samtliga            | 4,7 %  |  |  |  |
| Samtliga            | 11,1 % |  |  |  |

| Ohälsotal (2020) |       |  |  |  |
| Kön              | Dagar |  |  |  |
| Kvinnor          | 24    |  |  |  |
| Kvinnor          | 27    |  |  |  |
| Män              | 17    |  |  |  |
| Män              | 19    |  |  |  |
| Samtliga         | 21    |  |  |  |
| Samtliga         | 23    |  |  |  |